# グラスマン数
数理物理学において、グラスマン数（グラスマンすう、英: Grassmann number）とは複素数を含む無限次元ベクトル空間で生成される外積代数の要素を指し、ヘルマン・グラスマンに因んで名付けられた。ここで外積代数を生成するベクトル空間の次元は、宇宙に同時に存在しうる電子の数と関係している。具体的には、以下のような反交換関係を満たす代数の元のことで、ψ を使って表す。
{\displaystyle \psi _{a}\psi _{b}=-\psi _{b}\psi _{a}}
{\displaystyle \psi ^{2}=0}
またグラスマン数の微分も、反交換関係を満たす。
{\displaystyle \int \mathrm {d} \psi \psi =-\int \psi \mathrm {d} \psi =1}
{\displaystyle \int \mathrm {d} \psi 1=0}
{\displaystyle {\frac {\partial }{\partial \psi _{a}}}\psi _{a}\psi _{b}=-{\frac {\partial }{\partial \psi _{a}}}\psi _{b}\psi _{a}=\psi _{b}{\frac {\partial }{\partial \psi _{a}}}\psi _{a}=\psi _{b}}
ただし、記法や用語に反し、
{\displaystyle {\frac {\partial }{\partial \theta }}f(\theta )=\lim _{\eta \rightarrow 0}\eta ^{-1}\{f(\theta +\eta )-f(\theta )\}}
ではないので注意が必要である。中西氏によれば、微分と呼んでいるが微分ではないそうである。
グラスマン数 ψ に共役なグラスマン数 ψ* は以下のように定義される。
{\displaystyle \psi \psi ^{*}=-\psi ^{*}\psi }
グラスマン数は、場の量子論や多体問題においてフェルミ粒子の経路積分を定義する時に用いられる。場の量子論や多体系では、ボース粒子の生成消滅演算子の固有値は複素数であるが、フェルミ粒子の生成消滅演算子の固有値はグラスマン数の固有値である。グラスマン数は冪零なので、固有値は0しかない。グラスマン数の導入は、問題を不透明にしたうえで零除算を物理に持ち込もうとする試みである。
複素数は実2次元の複素数平面を動くのに対し、グラスマン数は無限次元ベクトル空間を動くので同列に扱うことはできない。